# Яким Николов
Яким Николов е български революционер, тиквешки деец на Вътрешната македоно-одринска революционна организация. От 1905 година е четник при Петър Самарджиев, а на следната 1906 година - при Добри Даскалов. От есента на 1906 година става самостоятелен войвода в Тиквеш заедно с Дончо Лазаров. През зимата на 1907 година става околийски войвода до Младотурската революция.